# Tamás Szmrecsányi
Tamás József Károly Márton Szmrecsányi (Budapeste, 1936 - São Paulo, 16 de fevereiro de 2009) foi um economista e professor brasileiro.

## Biografia
Pertencia a uma família abastada, de origem húngaro-eslovaca. Seu pai, Dénes  Szmrecsányi, era advogado, e sua mãe, Margit Wayand,  empresária. Com a Segunda Guerra Mundial, a família perdeu o que tinha. A saída foi emigrar. Assim, deixam a Hungria, num navio de refugiados, rumo à América. O primeiro lugar que Tamás desembarcou  foi Buenos Aires, onde ficou dois anos. Em 1950, quando sua mãe abriu uma metalúrgica no Brasil, ele veio visitá-la e decidiu ficar. Tinha então 14 anos.

Graduado em Filosofia pela Universidade de São Paulo, em 1961, mestre em Economia pela New School for Social Research, em 1969, doutor em Economia pela Universidade Estadual de Campinas (Unicamp), em 1976, livre-docente pela Unicamp, em 1985, com pós-doutorado pela University of Oxford, em 1990. O Prof. Tamás lecionou na Universidade de São Paulo (Escola Superior de Agricultura Luiz de Queiroz e Faculdade de Economia e Administração) e na Unicamp (Instituto de Economia e Instituto de Geociências). Foi também Professor Visitante da Université Toulouse-I-Capitole (França) e da Facultad Latinoamericana de Ciencias Sociales (Equador).
Sua  obra  se concentra basicamente em três áreas principais: economia agrária, história do pensamento econômico e história da ciência e da tecnologia. 
Foi fundador da Associação Brasileira de Pesquisadores em História Econômica (ABPHE), em 1993, e  o primeiro editor da revista da Associação - História Econômica & História de Empresas, lançada em 1998. Foi também membro do Conselho da Associação Internacional de História Econômica, da Economic History Association dos Estados Unidos, da Economic History Society do Reino Unido, da Conference on Latin American History (CLAH), da Latin American Studies Association (LASA) e da Association Française des Historiens Economistes. Em 2008, assumiu a vice-presidência da Associação Brasileira de História da Ciência. 
Para muitos, era identificado como um economista dedicado aos estudos da agricultura brasileira. Fora do âmbito acadêmico, engajou-se  na defesa da reforma agrária, integrando os quadros da ABRA (Associação Brasileira de Reforma Agrária). Mas também desenvolveu pesquisas em outras áreas. Nos anos setenta, organizou coletâneas de  Malthus e Keynes nas quais manifestava seu interesse pela teoria econômica sob a ótica da história do pensamento econômico. 
Teve também uma importante atividade editorial. Como diretor de edições da editora Hucitec desde 1974, foi responsável pela Revista Debate e Crítica, publicada entre 1973 e 1976, quando foi impedida de circular pela Divisão de Censura de Diversões Públicas do Departamento de Polícia Federal . Na mesma editora, também foi responsável pela revista Contexto e  dirigiu as coleções Economia & Planejamento Econômico, Ciências Sociais, Estudos Brasileiros, Problemas Contemporâneos, Lógica e Filosofia da Ciência e Nossa América.
Tamás Szmrecsányi faleceu aos 72 anos, vítima de câncer de pâncreas. Era casado com a socióloga, também professora da USP, Maria Irene de Queiroz Ferreira Szmrecsányi, com quem tinha três filhos.